# بيرني وليامز (كرة سلة)
بيرني وليامز (بالإنجليزية: Bernie Williams)‏ مواليد 30 ديسمبر 1945 في واشنطن العاصمة، كان لاعب كرة سلة أمريكي. بدأ مسيرته الاحترافية في سنة 1969. تم اختياره من قبل فريق هيوستن روكتس خلال الدرافت. بلغ طوله 6 قدم 3 بوصة (1.9 م). اعتزل اللعب في 1974.

## روابط خارجية
- بيرني وليامز على موقع إن بي أي (الإنجليزية)
- بيرني وليامز على موقع سبورتس رفرنس (الإنجليزية)
- بيرني وليامز على موقع كلية كرة السلة في سبورتس رفرنس.كوم (الإنجليزية)
- بيرني وليامز على موقع ريلجم (الإنجليزية)
- بيرني وليامز على موقع بروبوليرز (الإنجليزية)